# Barbadillo del Pez
Barbadillo del Pez, también conocido como Valdepez, es un municipio y localidad española de la provincia de Burgos, en la comunidad autónoma de Castilla y León. Pertenece a la comarca de Sierra de la Demanda y al partido judicial de Salas de los Infantes. Cuenta con una población de 66 habitantes (INE 2024).

## Geografía
- A 69 km de Burgos.
- Se encuentra al inicio de la carretera de Huerta de Arriba (BU-821).
- El río Pedroso cruza el pueblo dividiéndolo en dos partes, hasta hace unos años era muy famoso por sus truchas.
- El municipio cuenta con un invierno duro y heladas y nevadas frecuentes desde noviembre hasta mayo y un verano con temperaturas suaves, que rara vez superan los 30 °C.
- Cabe destacar que en el verano de 2017, a mediados de agosto tal y como ocurrió en 2012, se alcanzó uno de los máximos de temperatura en el municipio con 35 °C.

## Historia
- En 1583, a finales del siglo XVI, existieron minas de hierro en las cercanías de la localidad.[1]
- A finales del antiguo régimen, en 1794, el pueblo pertenecía al partido de Can de Muño y se gobernaba por alcalde pedáneo.[2] Por entonces, en Barbadillo del Pez «... se fabricaban algunos sayales. Fue esta fábrica hasta mediados de este siglo [XVIII] bastante buena, pues todos sus vecinos se ocupaban en ella».[2]

## Demografía
Barbadillo del Pez cuenta con una población de 66 habitantes (INE 2024).
| Gráfica de evolución demográfica de Barbadillo del Pez entre 1842 y 2021                                            |
| |
| Población de derecho según los censos de población del INE Población de hecho según los censos de población del INE |

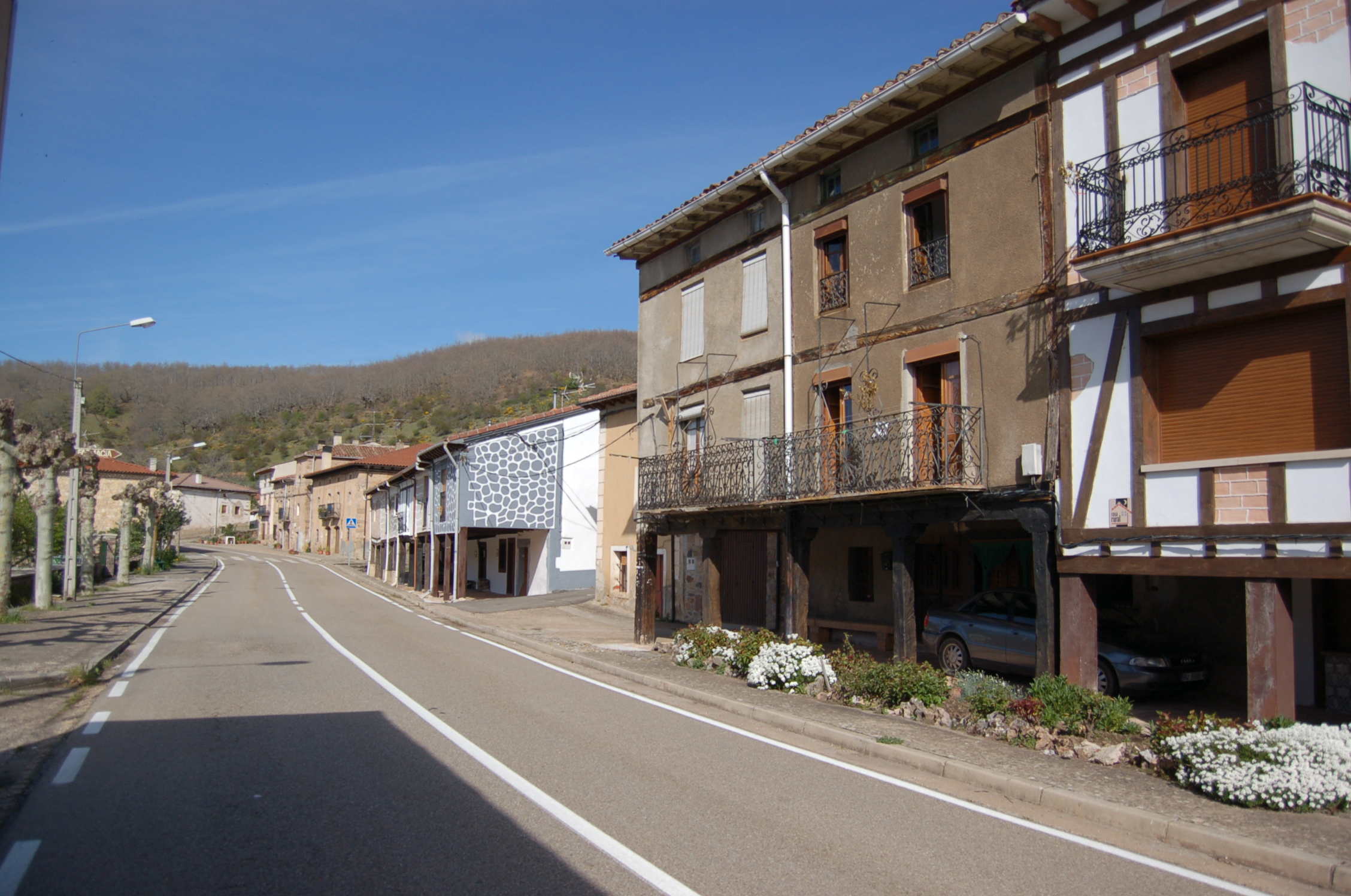
Vista del pueblo

Según el Itinerario descriptivo militar de España, de 1866, Barbadillo del Pez contaba con 139 vecinos. A principios del siglo XX y hasta los años 60 vivían en el municipio de forma permanente más de 600 personas hasta que, posteriormente, llegó el fenómeno de la emigración a zonas urbanas con mayores posibilidades laborales, especialmente Vizcaya y en menor medida a Madrid y Barcelona, además de la capital burgalesa.

## Política y administración
| Periodo   | Nombre                      | Partido |
| --------- | --------------------------- | ------- |
| 1979-1983 | Federico Arreba Moreno      | UCD     |
| 1983-1987 | Federico Arreba Moreno      | AP      |

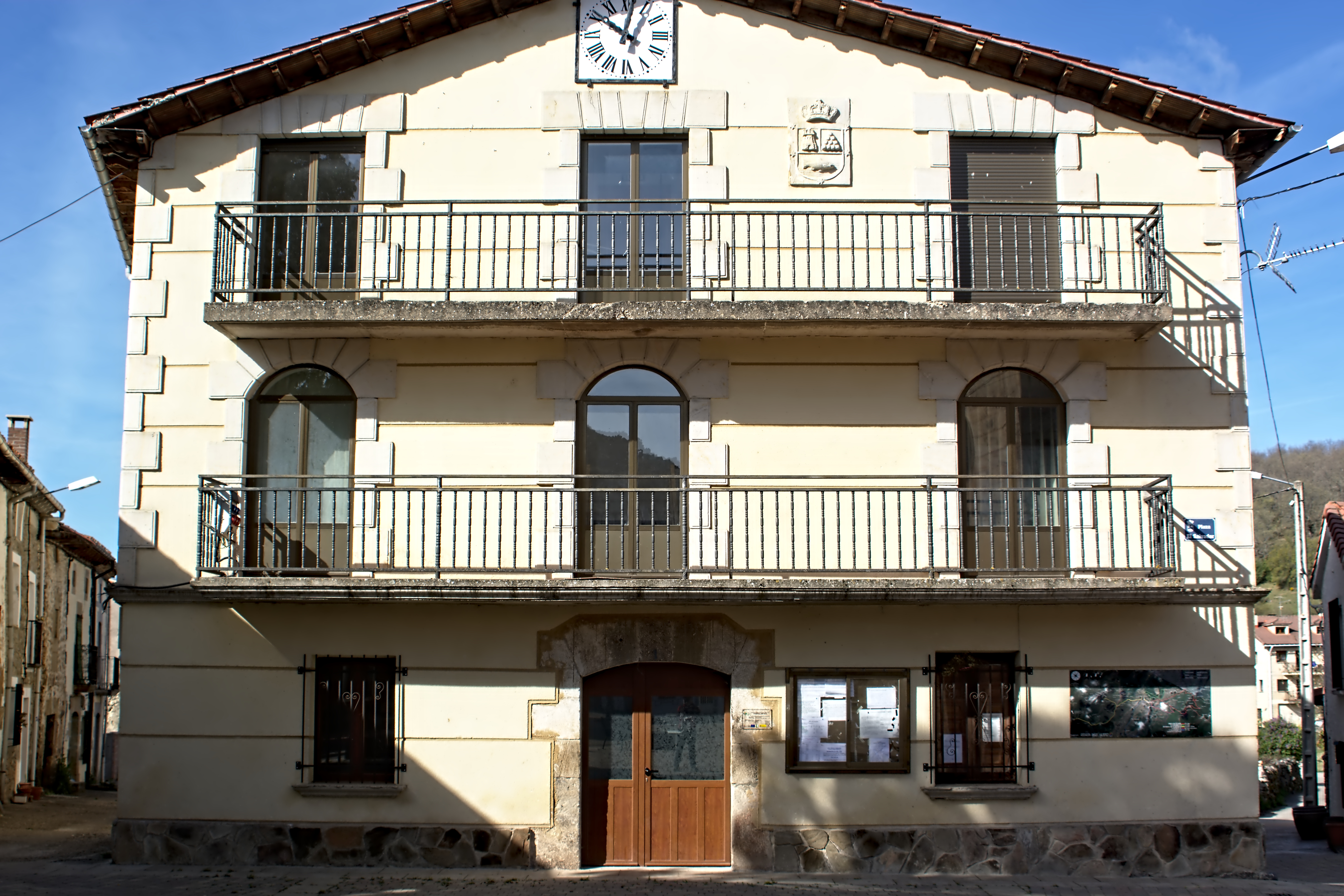
Casa consistorial

| 1987-1991 | Ricardo Cardero Izquierdo   | AP      |
| 1991-1995 | Ricardo Cardero Izquierdo   | PP      |
| 1995-1999 | Ricardo Cardero Izquierdo   | PP      |
| 1999-2003 | Ricardo Cardero Izquierdo   | PP      |
| 2003-2007 | Ricardo Cardero Izquierdo   | PP      |
| 2007-2011 | Julián Hoyuelos Quintanilla | PP      |
| 2011-2015 | Julián Hoyuelos Quintanilla | PP      |
| 2015-2019 | Julián Hoyuelos Quintanilla | PP      |
| 2019-2023 | Julián Hoyuelos Quintanilla | PP      |
| 2023-act. | Diego Cardero Castrillo     | PSOE    |

| Elecciones municipales del 26 de mayo de 2019 en Barbadillo del Pez |                                          |                  |            |
| Partido político                                                    | Partido político                         | % Votos          | Concejales |
|                                                                     | Partido Popular (PP)                     | 57% (32 votos)   | 2          |
|                                                                     | Partido Socialista Obrero Español (PSOE) | 23,2% (13 votos) | 1          |

## Fiestas

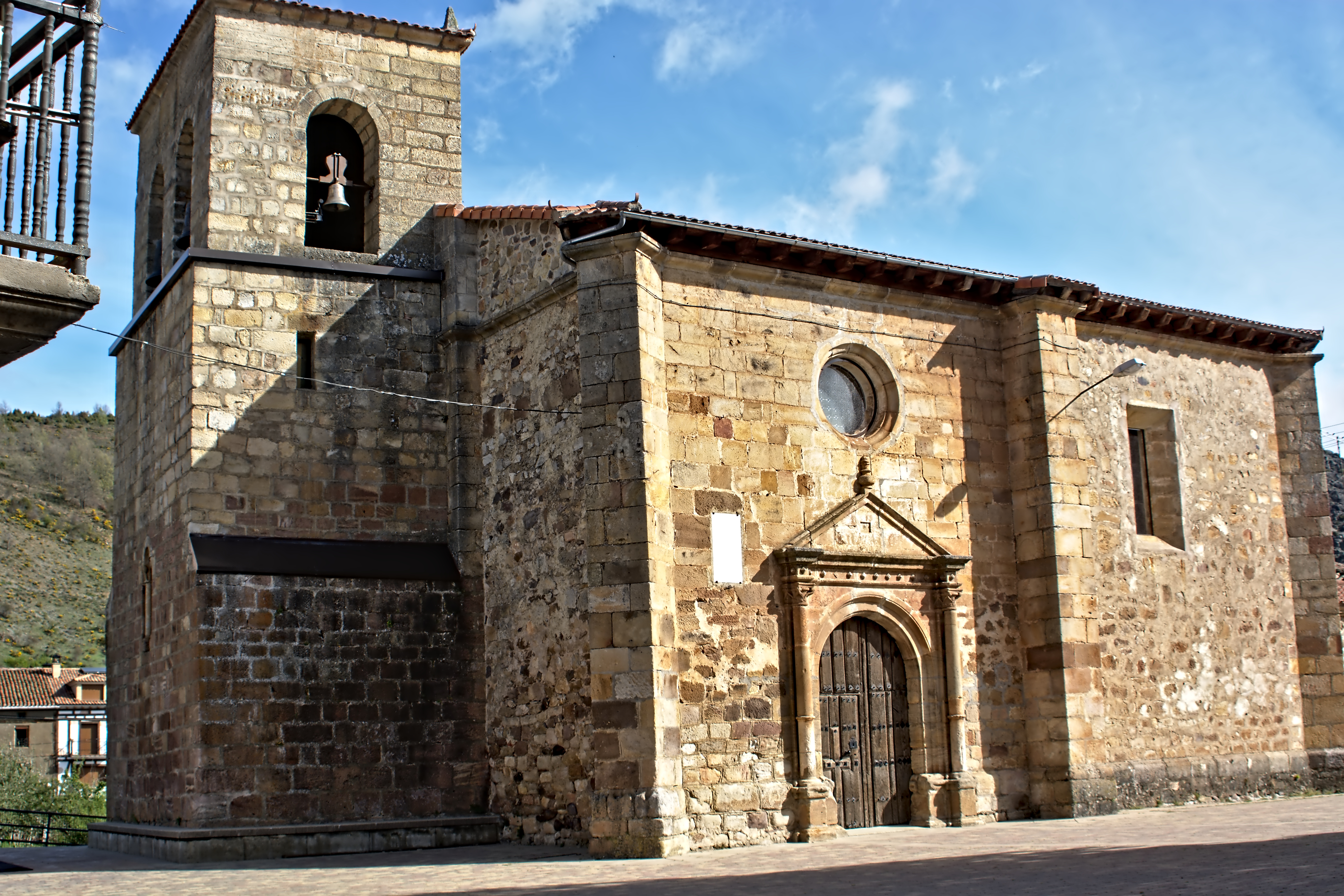
Iglesia de El Salvador

- El pueblo celebra las fiestas patronales en honor de San Roque durante los días 14-17 de agosto.
- También cuenta con la fiesta de Gracias, que se celebra el 16 de septiembre con una comida entre todos los habitantes del municipio que suele congregar a algo más de un centenar de personas.